# Mantie

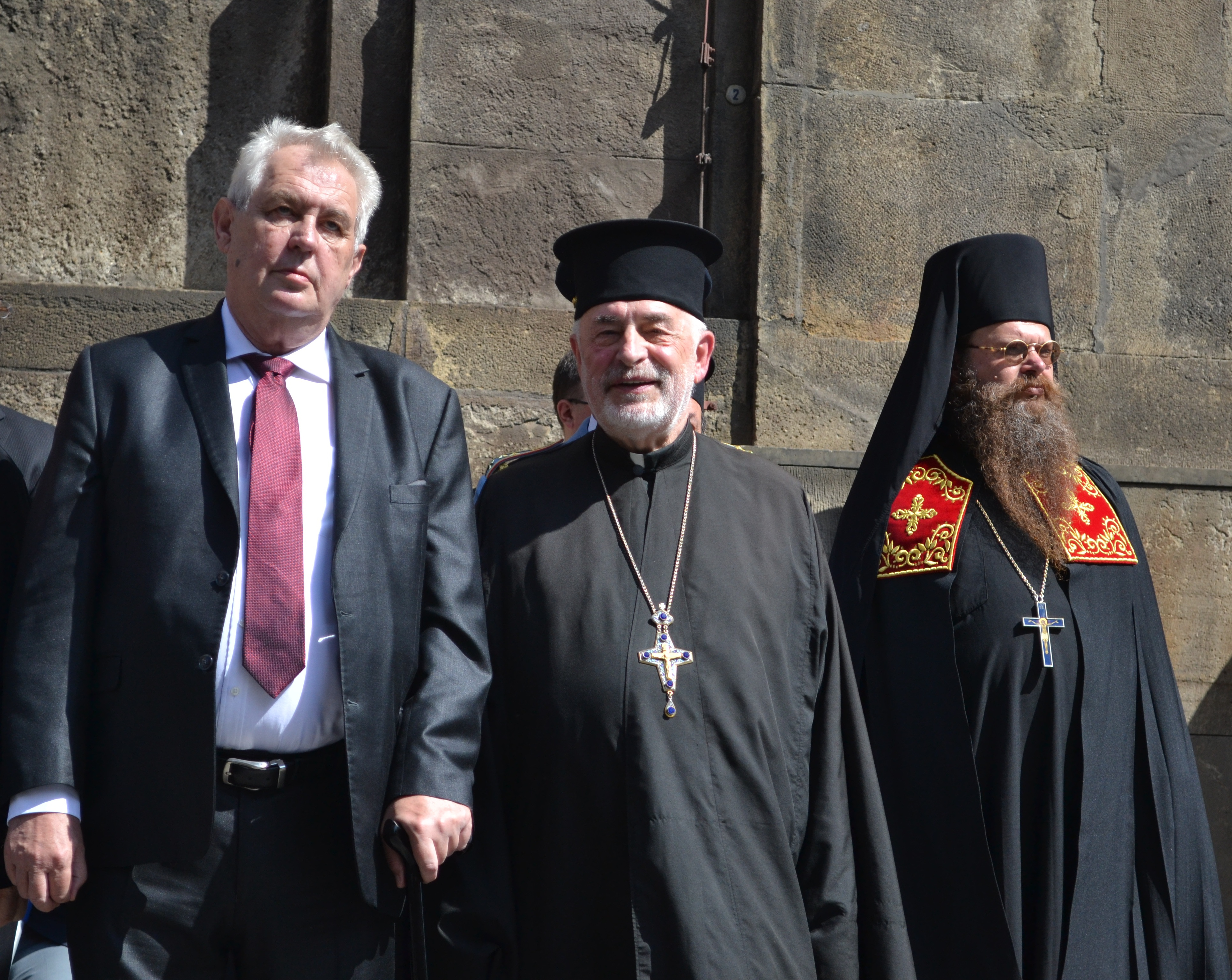
Prezident Zeman, protopresbyter Šuvarský a archimandrita Marek (Krupica) s mnišskou mantií

Mantie (řecky: μανδύας, církevně slovansky мантия) je liturgický, resp. chórový oděv ve východním křesťanství, užívaný biskupy, archimandrity a patriarchy.
Ekvivalentem v západním křesťanství je cappa magna.

## Charakteristika

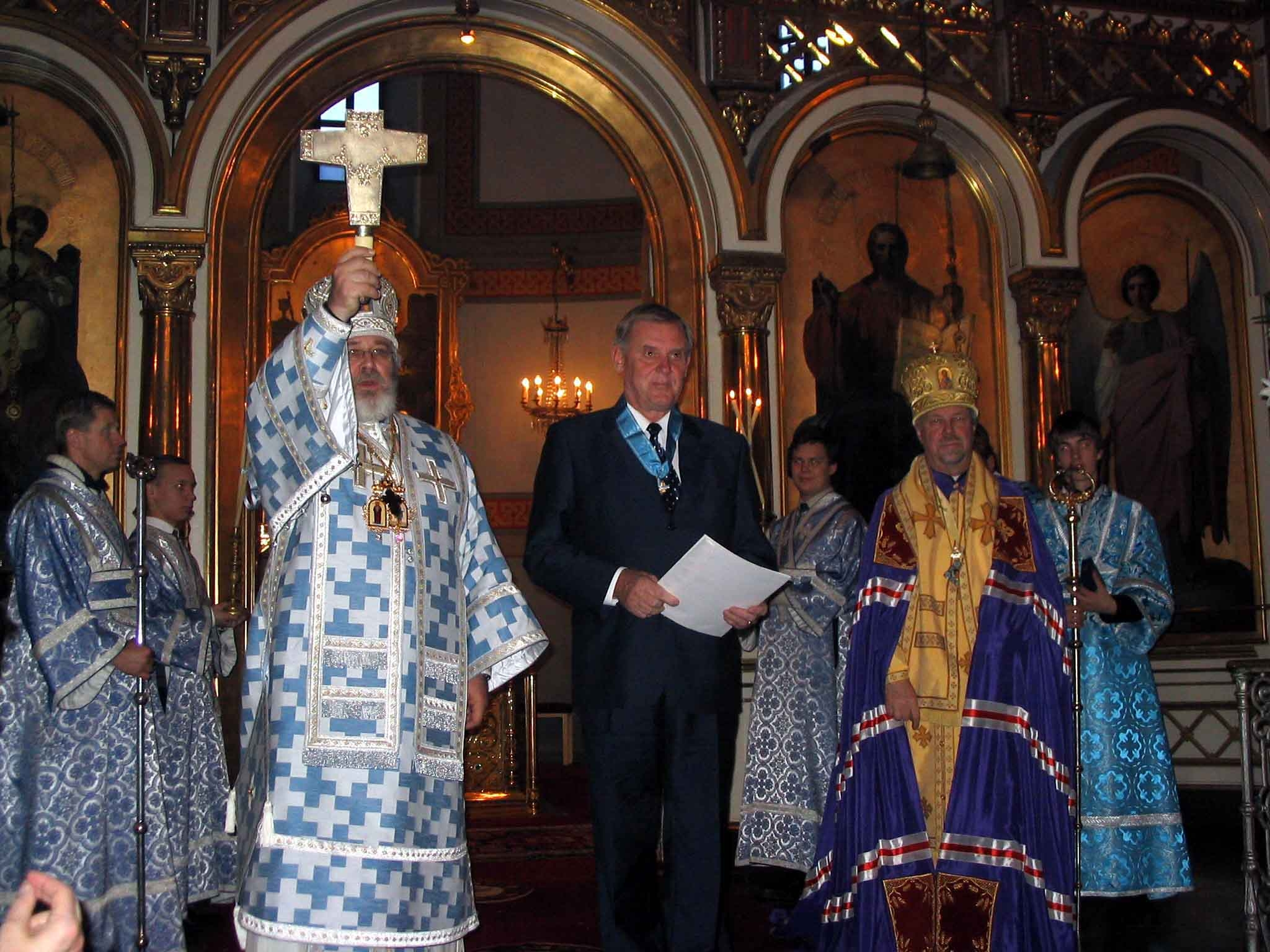
Biskup s žehnacím křížem v sakkosu, biskup vpravo má přes sakkos nasazenou mantii

Původně se jedná o mnišský plášť, který je nařasen plizováním, splývá od krku ke kotníkům. Nemá rukávy, je pouze sepnutý u krku.

## Užití
Mniši i mnišky nosí mantii černé barvy během bohoslužeb. Archimandrité nosí také černou mantii k některým obřadům, ale na prsou a u kotníků mají čtyři tabulky. Na horních jsou nejčastěji vyšité kříže, na dolních písmeno A (archimandrita) a iniciála jména nositele.
Biskupové a arcibiskupové nosí mantie prodloužené, vínové (slovanský styl) nebo červené (řecký styl) barvy, taktéž s tabulkami. Písmeno na pravé dolní tabulce je E (episkopos, řecky biskup) popřípadě A (archiepiskopos, řecky arcibiskup), na levé se nachází iniciála biskupova jména. Mantie metropolity je v barvě bleděmodré, na tabulce je M (metropolita), písmeno může být nahrazeno ikonou či křížem. Patriarchovi náleží mantie zelená.

Biskupská mantie řeckého stylu (chórový oděv biskupa)
Biskupská mantie slovanského stylu (chórový oděv biskupa)
Mantie metropolity, nošená s bílým klobukem

## Galerie

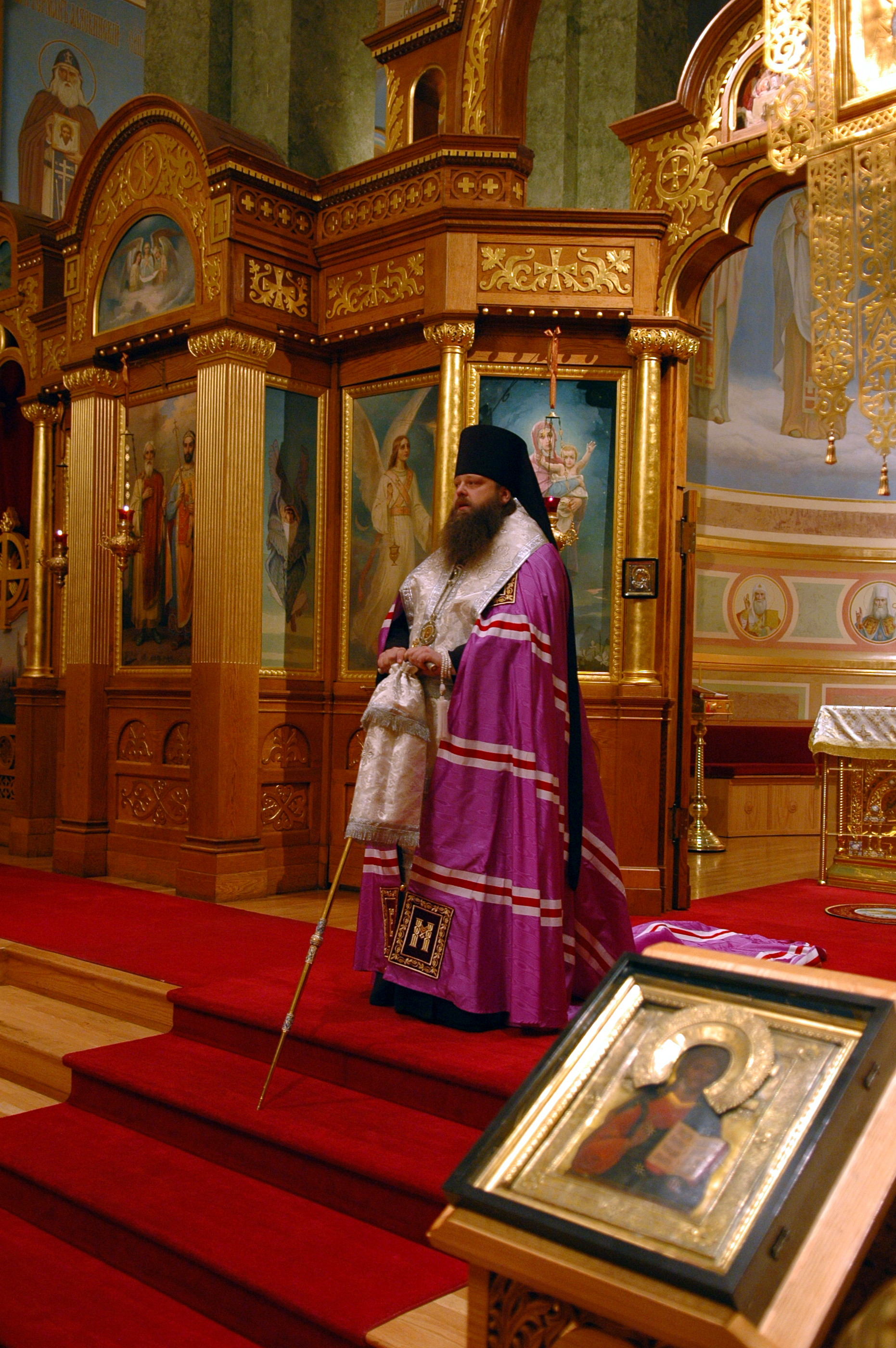
Pravoslavný biskup Mercurius ze Zaraisu ve fialové mantii
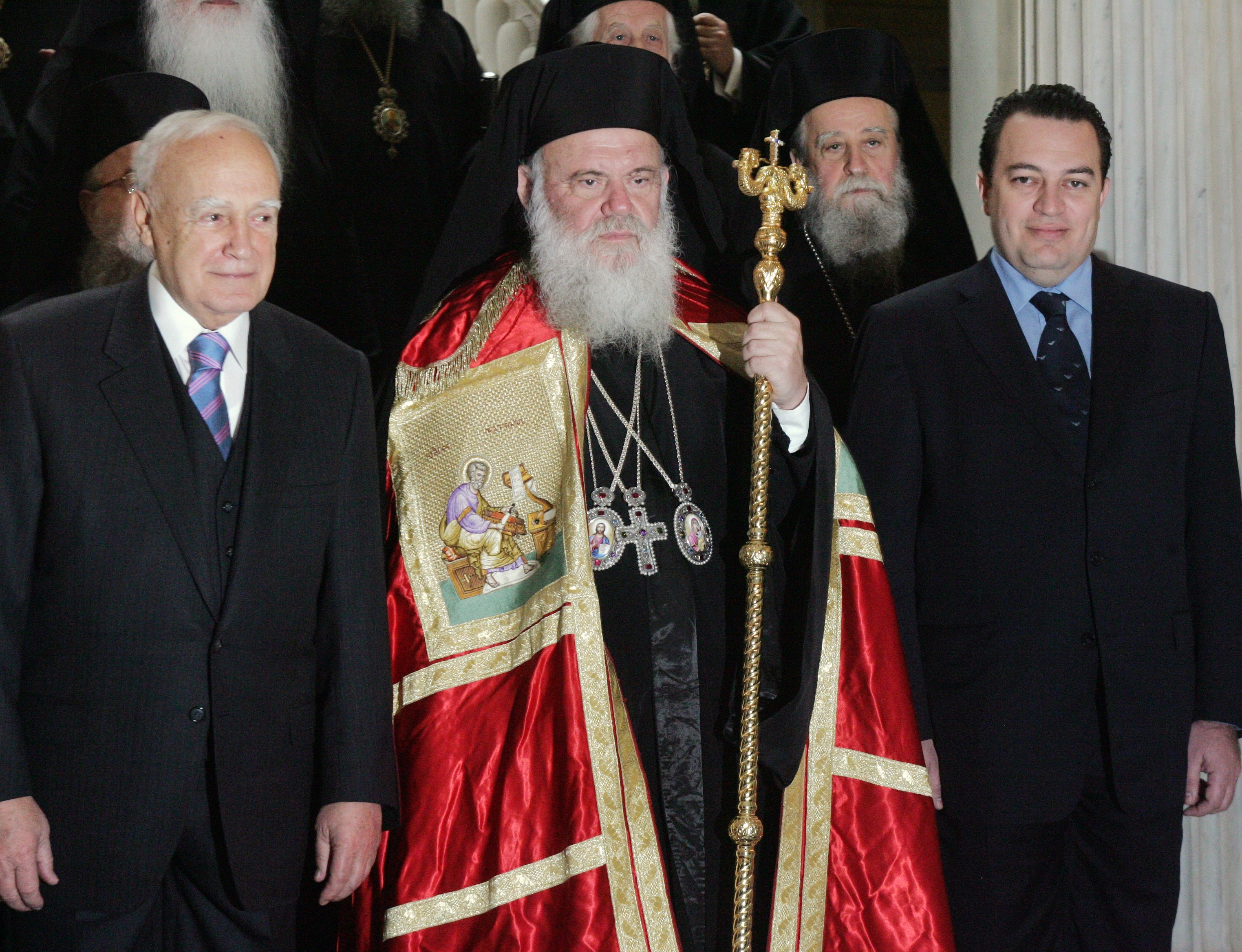
Arcibiskup Ieronymos II. Athénský v červené mantii řeckého stylu
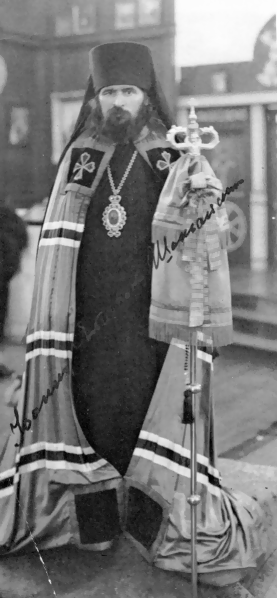
Svatý Jan Šanghajský v biskupské mantii s klobukem a biskupskou berlou